# 華爾茲 (密歇根州)
華爾茲（英語：Waltz）是位於美國密歇根州韋恩縣休倫特設鎮區的一個非建制地區。

## 地理
華爾茲所處的海拔為高於海平面189米（即620英呎），而該地所採用的時區為UTC-5，即北美东部時區（EST）。同時該地設有夏令時間，為UTC-5調快一小時，即UTC-4（EDT）。